# آيت معلا (سيدي يعقوب)
آيت معلا هي إحدى مشيخات المملكة المغربية، تتبع جغرافيا لإقليم أزيلال وإداريًا لسيدي يعقوب. يقدر عدد سكانها بـ 6504 نسمة حسب الإحصاء الرسمي للسكان والسكنى لسنة 2004.